# Koingnaas
Koingnaas is tegenwoordig een gehucht gelegen in de gemeente Kamiesberg in de regio Namakwaland in de Zuid-Afrikaanse provincie Noord-Kaap. Het is gesticht in 1970 in verband met de opening van een diamantmijn door het diamantbedrijf De Beers. Koingnaas was eens een bloeiend diamantdorpje maar nadat de "De Beers" was vertrokken is het bevolkingsaantal snel gedaald van zijn piek van 1.000 naar ongeveer 100 inwoners.